# Hadi al-Bahra

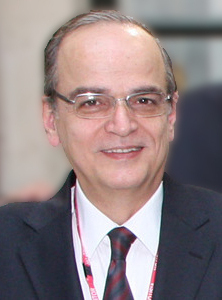
Hadi al-Bahra

Hadi al-Bahra (arabisch هادي البحرة, DMG Hādī al-Baḥra; * 13. Februar 1959 in Damaskus, Vereinigte Arabische Republik) ist ein syrischer Politiker.
Hadi al-Bahra, der parteipolitisch unabhängig ist und die Wichita State University als seine Alma Mater angibt, war lange als Manager tätig.
Anfang 2014 war Hadi al-Bahra als Chefunterhändler der syrischen Opposition bei den Genfer Friedensgesprächen zur Beilegung des Syrischen Bürgerkrieges.
Von Juli 2014 bis Januar 2015 war er der Präsident der international anstelle der Regierung Baschar al-Assads anerkannten syrischen Nationalkoalition für Oppositions- und Revolutionskräfte. al-Bahra wurde am 9. Juli 2014 in Istanbul mit 62 Stimmen zum Präsidenten als Nachfolger von Ahmad al-Dscharba gewählt, und siegte damit über seinen Kontrahenten Mowafaq Nayrabiyeh, der 41 Stimmen erhielt.